# Tenuipalpus orchidofilo
Tenuipalpus orchidofilo is een mijtensoort uit de familie van de Teneriffiidae. De wetenschappelijke naam van de soort werd voor het eerst geldig gepubliceerd in 2001 door Moraes & Freire.